# Tramway de Besançon
Le tramway de Besançon est un système de transport collectif en site propre desservant la ville de Besançon, dans le département français du Doubs.
Le réseau, financé par Grand Besançon Métropole et exploité par Besançon Mobilités (filiale du groupe Keolis), se compose de deux lignes qui relient l'agglomération d'ouest en est. L'inauguration a eu lieu les 30 et 31 août 2014 et la mise en service commerciale le lendemain, 1er septembre 2014.
Un ancien réseau de tramway était précédemment en service dans la ville de 1897 à 1952.
En 2023, environ 8 800 000 voyages ont été effectués sur les deux lignes de tramway.

## L'ancien tramway (1887 - 1952)

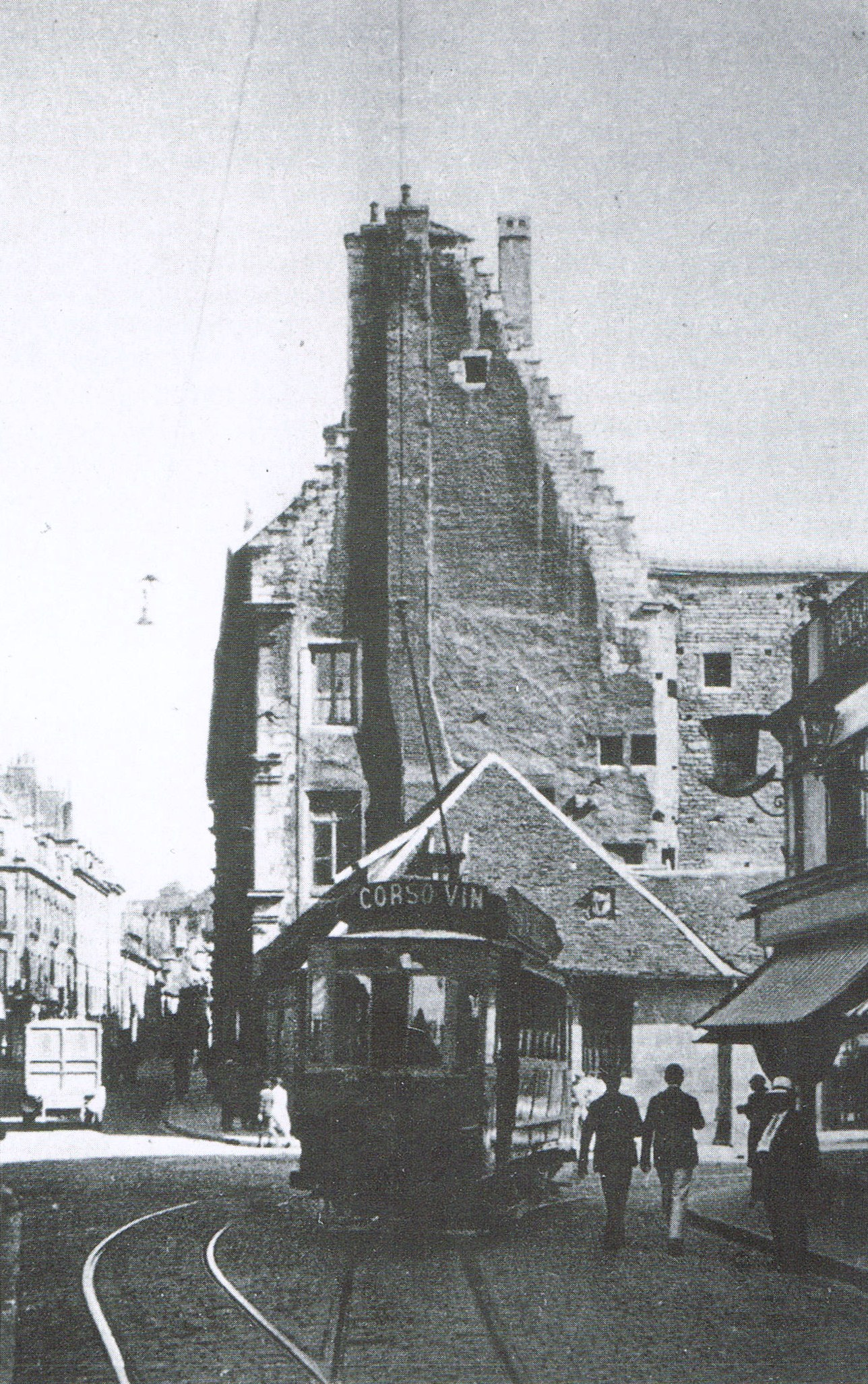
L'ancien tramway à l'angle de la Grande-Rue et de la rue de la Préfecture.
On voit le tramway à un des évitements de la voie unique, permettant le croisement des rames.

Dès 1887, la première ligne de transports en commun urbain de Besançon fut mise en service par des omnibus hippomobiles dénommés Cars Rippert. L'insuffisance de ces moyens de transport face à leur succès fait émerger l'idée d'un tramway en 1894.
L'ancien tramway de Besançon voit le jour en 1896. Il sillonnera la ville jusqu'en 1952 pour ensuite laisser place aux bus et aux voitures.
Les dates clés du tramway à Besançon :
- 3 décembre 1887 : M. Charvolin met en service la 1re ligne (Gare Viotte - Tarragnoz), par des omnibus hippomobiles tractés par deux chevaux.
- 1893 : prolongement de la ligne 1 jusqu'à Fontaine de Flore.
- 1894 : Alexandre Grammont, un industriel et Edmond Faye, banquier, décident de créer un réseau de tramways électriques composé de 5 lignes.
- 21 mars 1897 : mise en service de la 1re ligne (Préfecture - Gare Viotte) et de la 2e ligne (Porte Rivotte - Gare Viotte).
- 18 avril 1897 : mise en service de la 3e ligne (Fontaine de Flore - Chaprais) et prolongement de la ligne 1.
- 27 mai 1897 : mise en service des lignes 4 et 5 (Gare de Rivotte - Saint-Claude et Faubourg de Tarragnoz - Place Jouffroy).
- 1939 - 1945 : la seconde guerre mondiale aura été difficile pour la vie des tramways bisontins : destruction des ponts, incendies, bombardements aériens.
- 1947 : la crise financière oblige la Compagnie à appliquer la baisse des tarifs décrétée par le Gouvernement.
- 1952 : apparition des autobus dans Besançon.
- 25 décembre 1952 : le réseau de tramways cesse son activité.

Carte animée de l'évolution des infrastructures ferroviaires de l'agglomération de Besançon, dont celle des anciens et actuels tramways, de 1895 à nos jours.

## Le renouveau (2014)

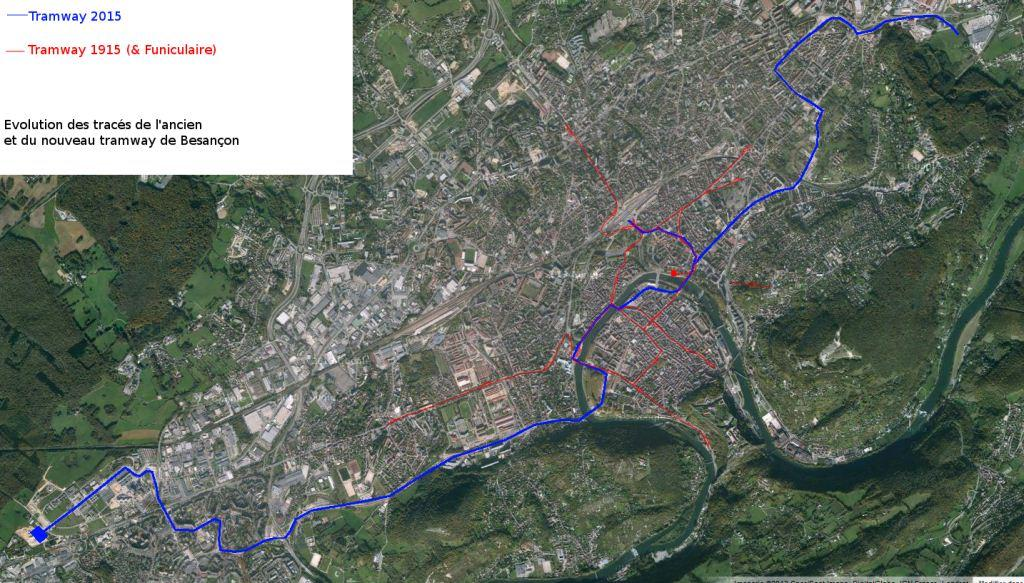
Évolution des tracés de l'ancien (en rouge, tracé approximatif) et du nouveau tramway (en bleu) de Besançon.

### Premières études dans les années 70's
Dès les années 1970's, des études sont lancées pour une liaison rapide en BHNS entre la Planoise et la Boucle (centre ville) par la rue de Dole
Une autre solution consistait à développer le réseau TER autour de Besançon
La dernière solution est juste une amélioration du réseau de bus

### Les raisons du projet  de TCSP
Dans les années 2000, l'offre de transport est de 90 000 voyageurs par jour, soit 134 voyages par habitant et par an. C'est un chiffre comparable à celui d'agglomérations plus importantes telles que Reims et Caen, mais le réseau de bus commence à montrer ses limites. Il devient donc nécessaire d'étudier de nouvelles solutions pour accompagner le développement de la métropole régionale de Franche-Comté.

### Hésitation entre BHNS et tramway
Des études d'opportunité ont été lancées en 2004 afin d'évaluer la faisabilité d'un tel projet, à l'issue desquelles le conseil d'agglomération approuve le 16 décembre 2005 le principe de réalisation d'un réseau de transport collectif en site propre (TCSP).
Ce projet est structuré par plusieurs démarches essentielles : 
- Renforcer l’usage des transports collectifs : créer un lien social fort et préserver l’environnement
  - desservir le plus grand nombre d’habitants de l’agglomération
  - augmenter la vitesse des transports collectifs au bénéfice des usagers
  - améliorer le confort des transports collectifs
  - assurer l’accessibilité des transports collectifs aux Personnes à Mobilité Réduite (PMR)
  - accroître la part de marché des transports collectifs pour réduire les nuisances liées à la voiture particulière.
- Renforcer l’usage des autres modes alternatifs à la voiture particulière : créer une chaîne de déplacement « vertueuse »
  - faciliter l’intermodalité : permettre l’utilisation facile par l’usager de plusieurs modes de transports lors de ses déplacements
  - partager l’espace public entre les différents modes de transport en permettant à chaque mode d’exister et de cohabiter dans la ville
  - maîtriser le trafic automobile par l’offre d’une alternative efficace à la voiture particulière
- Favoriser un développement harmonieux
  - relier le maximum d’espaces à vivre : espaces résidentiels, zones d’emplois, sites de loisirs, ..
  - irriguer le centre-ville de Besançon tout en limitant les nuisances de la circulation automobile
  - équilibrer l’urbanisation en contribuant à l’émergence de nouveaux quartiers soucieux d’une qualité de vie améliorée.

Pour cela, le schéma du réseau de transport prévoit la création ou la transformation de plusieurs infrastructures, dont la réalisation serait étalée sur une période de 10 à 12 ans : 
- Deux lignes en site propre intégral routier, l'une de 11 km environ, l'autre de 7 km environ, comprenant un tronc commun en centre-ville, et dont la longueur de voie serait de 15 km environ, avec un nouveau matériel à forte capacité, reliant l’ouest bisontin (Planoise – Les Hauts-du-Chazal) à l’est (Palente - Chalezeule), via le centre-ville et desservant la Gare Viotte, permettant de desservir 40 000 habitants et 17 500 étudiants ou scolaires sur une aire d'influence de 300 m ;
- Une offre d’itinéraires en sites propre bus, sur une longueur totale estimée à 14 km, se déclinant sur les axes Temis - Campus - Vauban, Vaites - Orchamps et boulevards nord, ce dernier étant intégralement lié à la mise en œuvre d’une liaison de transit nord Est, permettant de desservir 40 000 habitants et 17 500 étudiants ou scolaires sur une aire d'influence de 200 m ;
- Une liaison ferroviaire Nord (Viotte - Auxon), sur la ligne Besançon-Devecey, desservant potentiellement de nouvelle haltes ferroviaires, en lien avec les projets de LGV Rhin-Rhône, et permettant de desservir 8 000 habitants situés à moins de 1 km des haltes ferroviaires.

La délibération de 2005 prévoyait une première phase de réalisation à moyen terme (5 à 7 ans) s’appuyant sur la réalisation d’une première ligne en site propre intégral d’environ 11 km (équipée potentiellement de matériel type trolleybus), sur l’axe Hauts-du-Chazal - Centre-ville - Gare Viotte, et d’environ 7,5 kilomètres de sites propres bus (Centre-ville-Palente, TEMIS-Campus-Vauban), ainsi que du doublement d’une partie de la voie ferrée nord en fonction de l’avancement du projet LGV Rhin-Rhône.
En exécution de cette délibération de 2005 constitue le point de départ d'études de faisabilité approfondies réalisées en 2006 et 2007 sur l'axe structurant en site propre intégral est-ouest du réseau TCSP, comprenant également une étude d'insertion fonctionnelle et explorant différentes variantes d'insertion du tracé et des stations du futur TCSP, analysant les matériels roulants envisageables et proposant un chiffrage du projet.
Celui-ci était désormais constitué par sur une ligne ouest - est d'environ 14 km entre les Hauts-du-Chazal et la ZAC des Marnières, avec un débranchement vers la gare Viotte, à la place des deux lignes de TCSP sur 18 km imaginés en 2005 qui se superposaient dans le centre-ville de Besançon.
Ces études comprenaient des prévisions de trafic, s'élevant à :
- 25 000 à 30 000 voyageurs par jour dans l'hypothèse d'un trolleybus ou d'un BHNS ;
- 40 000 à 50 000 voyageurs par jour dans l'hypothèse d'un tramway[3].

Le 5 mai 2008, le conseil de la communauté d'agglomération approuve le lancement de la phase de concertation publique, qui se déroule du 29 septembre au 18 décembre 2008 sur l'ensemble du projet de restructuration de l'offre (TCSP en site propre routier intégral, autres TCSP, liaison ferroviaire nord, créations de parcs relais et de pôles d'échanges performants…).
Deux modes de transport restent alors envisagés : le tramway ou le bus à haut niveau de service, ainsi que trois tracés différents sont étudiés : par la Boucle ou par les quais, avec deux variantes par le quartier de Palente.

### Le choix du tramway
Le 18 décembre 2008, le conseil de la communauté d'agglomération tire le bilan de la concertation publique et approuve le projet de référence,  du tramway.
Le tracé retenu est une ligne comprenant une fourche afin de desservir la gare Viotte : 

Les Hauts-du-Chazal ↔ le CHRU Jean-Minjoz ↔ Planoise ↔ Micropolis (parc relais et pôle d'échanges) ↔ Grette ↔ Brulard ↔ Saint-Jacques (pôle d'échanges) ↔ le centre-ville de Besançon, par la Boucle (Nodier, Préfecture, Grande rue, République)
⇒ courte branche vers la gare Viotte
⇒ branche vers les Marnières ↔ Les Chaprais ↔ futur Écoquartier des Vaites ↔ Palente - Orchamps (pôle d'échanges) ↔ ZAC des Marnières à Chalezeule.
Ce tracé par la Boucle implique la création d'une voie unique gérée en sas entre Granvelle et la place du huit-Septembre, et le remplacement de la plupart des bus qui y passent par le tramway. Le Conseil communautaire attribue le marché de maîtrise d'œuvre des infrastructures au groupement constitué par Egis Rail, Reichen et Robert et les Ateliers Ville et Paysages.
Des consultations pour les marchés sont lancés en mai 2009, l'attribution du marché à l'issue des appels d'offres sur le matériel roulant et sur la maîtrise d'œuvre des systèmes ayant lieu après la déclaration d'utilité publique. C'est à ce moment que doit être choisi le mode de transport, tramway fer ou tramway sur pneu.
Le 28 juillet 2009 le dossier de demande de déclaration d'utilité publique est déposé en préfecture, en vue de l'ouverture de l'enquête publique, qui est envisagée au mois de novembre 2009. La déclaration d'utilité publique est alors prévue pour le printemps 2010, amenant au calendrier prévisionnel suivant : 
- Travaux de déviation des réseaux de mi-2010 à la fin de l'année ;
- Début de la construction de la plate-forme vers la fin de l'année 2010 ou le début de l'année 2011.
- Mise en service escomptée pour le printemps 2014.

Le 2 octobre 2009, sur avis du ministère de la Culture, le Préfet émet un avis défavorable sur l’installation de lignes aériennes de contact dans le centre ancien sauvegardé, bloquant de ce fait le dossier élaboré  par Grand Besançon Métropole.
Cette décision oblige les collectivités à étudier d'autres alternatives, notamment un tramway fonctionnant par une alimentation par le sol dans le secteur protégé, mais qui génère un surcoût lors de la construction ainsi qu'en termes de maintenance. Divers groupes de travail entre l'État et les services de l'agglomération se mettent en place entre octobre et décembre 2009 afin d'étudier les différentes alternatives possibles, et retiennent un nouvel itinéraire tangentant la Boucle par les quais du Doubs.
Le 9 décembre 2009, le bureau de Grand Besançon Métropole valide ce tracé.
Le 21 décembre 2009, le conseil de communauté décide, de poursuivre les études sur la variante du tracé passant par les secteurs Battant et Place de la Révolution, proposée dans la concertation préalable. Des études complémentaires sur le tracé en centre-ville de Besançon sont présentés au cours des mois de mai et juin 2010.
Le 30 juin 2010, le projet est approuvé au conseil communautaire, et le tracé retenu pour être soumis à l'enquête publique est le suivant, toujours avec une fourche pour desservir la gare Viotte :
Les Hauts-du-Chazal ↔ le CHU Jean-Minjoz ↔ Planoise ↔ Micropolis (parc relais et pôle d'échanges) ↔ Grette ↔ Brulard ↔ Saint-Jacques (pôle d'échanges) ↔ le centre-ville de Besançon, par le quai Veil-Picard et la Place de la Révolution. 
⇒ courte branche vers la gare Viotte
⇒ branche vers la Place Flore ↔ les Chaprais ↔ futur Écoquartier des Vaites ↔ Palente - Orchamps (pôle d'échanges, avec un tracé desservant au plus près les quartiers de ces villes) ↔ ZAC des Marnières à Chalezeule.
Ce tracé assure la desserte des quartiers relevant de la politique de la ville, dont les habitants sont moins motorisés que les autres habitants de l'agglomération et sont donc très demandeurs d'une offre attractive de transport en commun. Le tracé par les quais permet, grâce à ses cinq stations, un accès direct au centre-ville et à l’essentiel des commerces et des emplois qui s'y trouvent.
Afin de réaliser le projet dans des conditions économiques favorables, la communauté d'agglomération a mis en œuvre de nombreuses solutions d'abaissement des coûts, et notamment : 
- un appel d'offres ouvert à 5 entreprises, afin d'accroître leur concurrence
- des matériels issus des gammes standards des constructeurs, sans personnalisation coûteuse
- Stations équipées d’un mobilier standard
- Réutilisation du système d’aide à l’exploitation des bus Ginko existant actuellement, étendu au tramway
- Centre de maintenance avec remisage à l'air libre, procédures de maintenance optimisées, sur un terrain de taille réduite
- Optimisation des installations en énergie électrique liée à la fiabilité du matériel tramway
- Aménagements urbains sobres sur une emprise réduite[10]

Le 9 juillet 2010, le dossier d'enquête publique est remis par le président de l'agglomération, Jean-Louis Fousseret, au préfet.

### Coût et financement
Le coût du projet est estimé à 16 millions d'euros le kilomètre. Ce tramway sera un tramway optimisé, plusieurs pistes d'économie étant prévues, notamment par des aménagements urbains plus sobres, un design et un aménagement des rames standards, une optimisation des systèmes.
Il se décompose, en valeur 2008, comme suit :
| Poste                                            | Coût HT 2008  |
| ------------------------------------------------ | ------------- |
| Études                                           | 1 190 717 €   |
| Maîtrise d'ouvrage                               | 11 159 649 €  |
| Maîtrise d'œuvre                                 | 13 649 718 €  |
| Acquisitions foncières et libérations d'emprises | 5 000 100 €   |
| Déviation de réseaux                             | 2 150 000 €   |
| Travaux préparatoires                            | 8 823 850 €   |
| Ouvrages d'art                                   | 18 776 200 €  |
| Plate-forme                                      | 8 495 725 €   |
| Voie ferrée                                      | 39 074 100 €  |
| Revêtement du site propre                        | 10 437 175 €  |
| Voirie et espaces publics                        | 13 785 800 €  |
| Équipements urbains                              | 8 185 200 €   |
| Signalisation routière                           | 3 241 125 €   |
| Stations                                         | 2 201 600 €   |
| Alimentation électrique                          | 20 521 750 €  |
| Courants faibles et PCC                          | 10 504 900 €  |
| Dépôt tramway                                    | 13 112 702 €  |
| Matériel roulant                                 | 35 296 094 €  |
| Opérations induites                              | 2 393 595 €   |
| Sous-total                                       | 228 000 000 € |

Le coût du projet, piloté par Grand Besançon Métropole, est évalué à 210 millions d'euros, réévalué à 228 millions d'euros à raison de 3 % par an en tenant compte de l'inflation d'ici 2015 (budget voté en 2010 à 240 millions d'euros).
Le projet sera financé à 50 % par l'emprunt, à 25 % par l'autofinancement provenant de la provision du versement transport effectuée depuis 2006 et à 25 % de subventions : 20 millions d'euros de la ville de Besançon, 0,9 million d'euros du Fonds européen de développement régional et 30,1 millions d'euros provenant de l'État par le biais de l'appel à projet du gouvernement dans le cadre du Grenelle de l'environnement. Le dépôt de ce dossier a lieu le 20 janvier 2009. Le 30 avril 2009, l'État annonce qu'il apportera une aide de 30,1 millions d'euros au projet de tramway de Besançon dans le cadre d'un programme de subventions aux transports urbains pour un total de 800 millions d'euros au niveau national.

### Les travaux

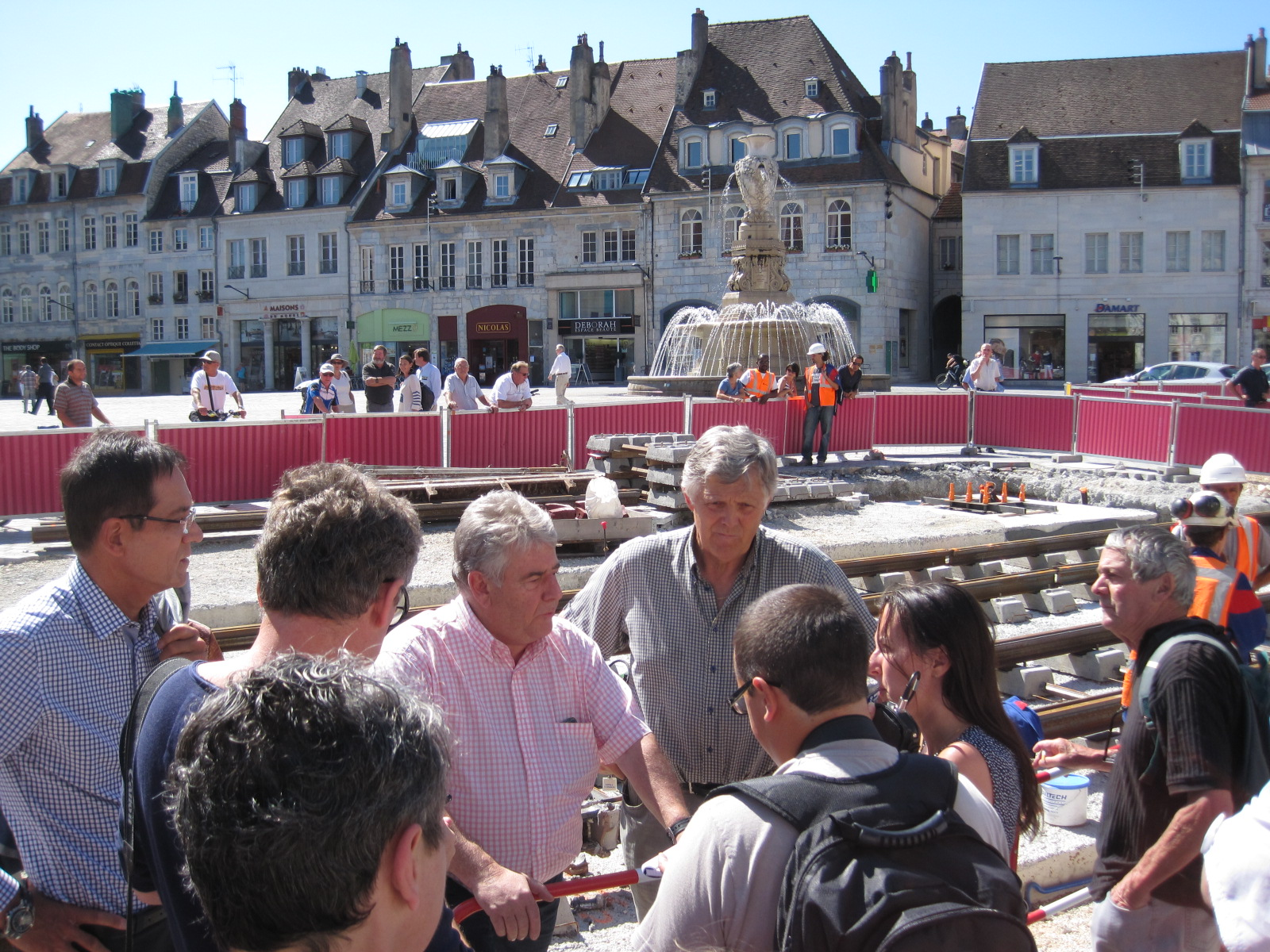
Inauguration des premiers rails place de la Révolution, le 22 juin 2012, par le maire Jean-Louis Fousseret.

Les premiers travaux de dévoiement des réseaux débutent à l'automne 2010. Neuf réunions publiques d'information sont organisées dans les quartiers et communes de l'agglomération entre le 20 octobre et le 22 novembre 2010. L'enquête publique se tient du 20 décembre 2010 au 28 janvier 2011, les cinq commissaires-enquêteurs chargés d'étudier le dossier remettent un avis favorable, sans aucune réserve, le 31 mars 2011. Le 12 mai 2011, les délégués de Grand Besançon Métropole approuvent lors d'un vote du conseil communautaire la déclaration de projet intégrant les recommandations des commissaires enquêteurs. La déclaration d'utilité publique est signé le 15 juin 2011 par le préfet du Doubs. Les travaux de la plateforme ont débuté au mois de mars 2011, pour s'achever à l'automne 2013. Les premiers essais ont débuté en septembre 2013. La marche à blanc débutera le 17 juillet 2014 et s'achèvera la veille de l'inauguration, les 30 et 31 août et la mise en service commerciale le 1er septembre 2014, avec huit mois d'avance par rapport au calendrier du début des travaux.

## Infrastructure

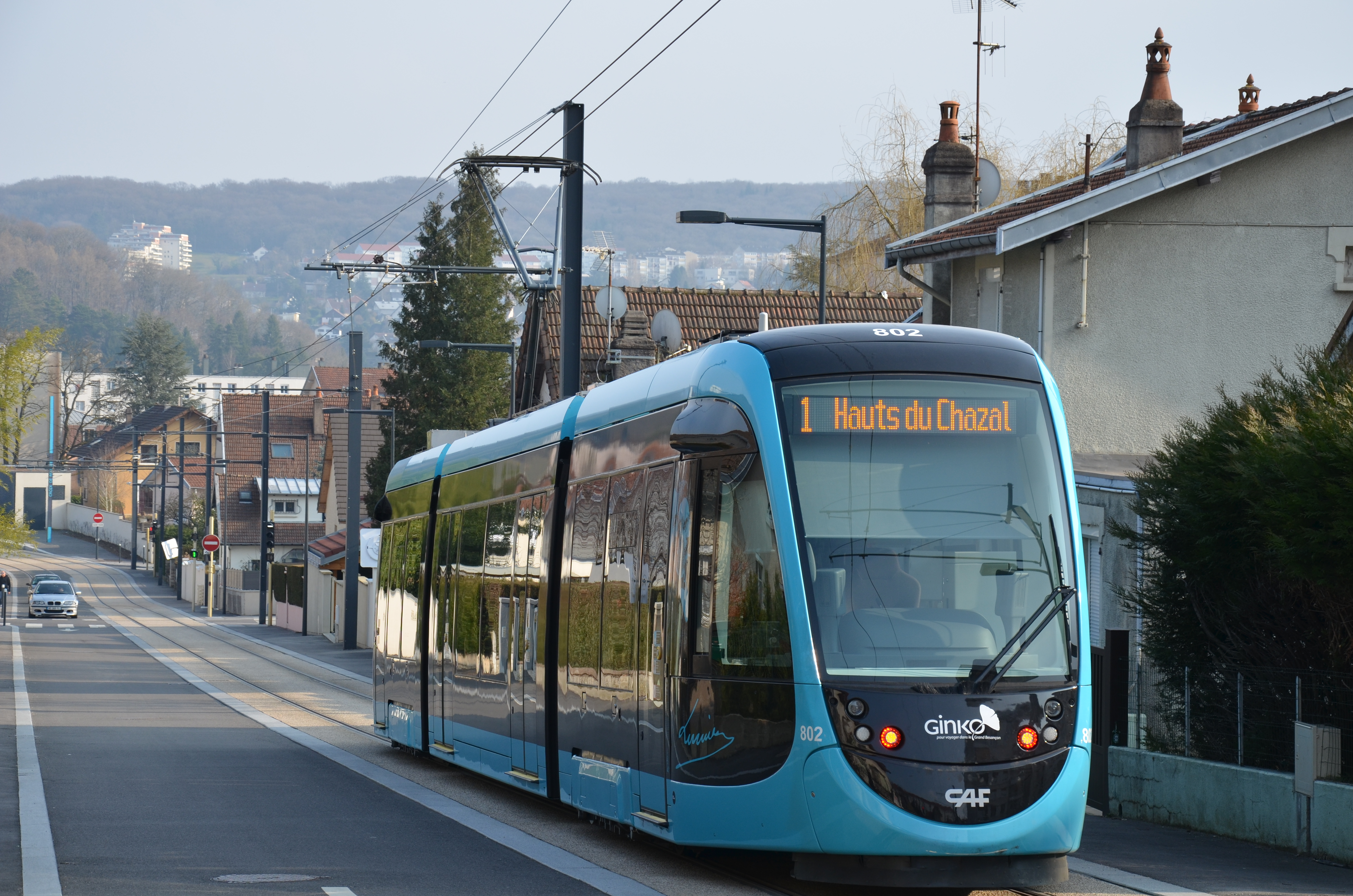
La ligne 1 sur voie unique, près de la station Croix de Palente.

Le réseau est constitué de deux lignes pour une longueur totale de 14,5 km et 31 stations, comprenant un tronc commun des Hauts-de-Chazal au parc Micaud. Il est réalisé à voie normale, en site propre intégral à double voie et électrifié sous courant continu 750 V par ligne aérienne de contact.
Une petite section du réseau, toutefois, est à voie unique, entre Croix de Palente et Lilas (ligne 1), et les sections de la ligne comprises entre Canot et Révolution (1 150 m, lignes 1 et 2) ainsi qu'entre Parc Micaud et Brûlefoin (1 245 m, ligne 1) ne sont pas en site propre, mais partagent l'espace avec les autres usagers de la voirie.
Le choix d'une voie normale de chemin de fer permet de réserver la possibilité de faire circuler sur les voies du tramway un tram-train provenant des voies du réseau ferré national, ce qui pourrait permettre une desserte périurbaine.
Le réseau traverse quatre fois le Doubs, ce qui a nécessité la réalisation d'un encorbellement de 270 m de long sur le quai Veil-Picard, sur une largeur d'au moins trois mètres, ainsi que la reconstruction du pont Battant, élargi à 24 m. Pour cette reconstruction, une passerelle provisoire avait été installée en amont de l'actuel pont. Les travaux de déconstruction du pont Battant ont été achevés en novembre 2012 et le premier tronçon du nouveau pont a été posé en décembre 2012.

### Les lignes
| Ligne | Caractéristiques                                                                                                 | Caractéristiques                 | Caractéristiques                 | Caractéristiques                 | Caractéristiques                 | Caractéristiques                              | Caractéristiques                         | Caractéristiques                 | Caractéristiques                 |
| T1    | T1 Hauts-du-Chazal ⥋ Chalezeule                                                                                  | T1 Hauts-du-Chazal ⥋ Chalezeule  | T1 Hauts-du-Chazal ⥋ Chalezeule  | T1 Hauts-du-Chazal ⥋ Chalezeule  | T1 Hauts-du-Chazal ⥋ Chalezeule  | T1 Hauts-du-Chazal ⥋ Chalezeule               | T1 Hauts-du-Chazal ⥋ Chalezeule          | T1 Hauts-du-Chazal ⥋ Chalezeule  | T1 Hauts-du-Chazal ⥋ Chalezeule  |
| ----- | --- | -------------------------------- | -------------------------------- | -------------------------------- | -------------------------------- | --------------------------------------------- | ---------------------------------------- | -------------------------------- | -------------------------------- |
| T1    | Ouverture / Fermeture 30 août 2014 / —                                                                           | Longueur 13,4 km                 | Durée 42 min                     | Nb. d’arrêts 29                  | Matériel Urbos 3                 | Jours de fonctionnement L, Ma, Me, J, V, S, D | Jour / Soir / Nuit / Fêtes O / O / — / O | Voy. / an —                      | Exploitant Besançon Mobilités    |
| T1    | Desserte : Besançon et Chalezeule - Pôles d'échanges : Micropolis, St Jacques, République, Orchamps              |                                  |                                  |                                  |                                  |                                               |                                          |                                  |                                  |
| T1    | Autre : Fonctionne du lundi au samedi de 5 h à 1 h et le dimanche et jours fériés de 5 h 30 à 1 h (sauf 1er mai) |                                  |                                  |                                  |                                  |                                               |                                          |                                  |                                  |
| T1    | Dernière actualisation : —                                                                                       |                                  |                                  |                                  |                                  |                                               |                                          |                                  |                                  |
| T2    | T2 Hauts-du-Chazal ⥋ Gare Viotte                                                                                 | T2 Hauts-du-Chazal ⥋ Gare Viotte | T2 Hauts-du-Chazal ⥋ Gare Viotte | T2 Hauts-du-Chazal ⥋ Gare Viotte | T2 Hauts-du-Chazal ⥋ Gare Viotte | T2 Hauts-du-Chazal ⥋ Gare Viotte              | T2 Hauts-du-Chazal ⥋ Gare Viotte         | T2 Hauts-du-Chazal ⥋ Gare Viotte | T2 Hauts-du-Chazal ⥋ Gare Viotte |
| T2    | Ouverture / Fermeture 30 août 2014 / —                                                                           | Longueur 9,6 km                  | Durée 30 min                     | Nb. d’arrêts 20                  | Matériel Urbos 3                 | Jours de fonctionnement L, Ma, Me, J, V, S, D | Jour / Soir / Nuit / Fêtes O / O / — / O | Voy. / an —                      | Exploitant Besançon Mobilités    |
| T2    | Desserte : Besançon - Pôles d'échanges : Micropolis, St Jacques, République, Gare Viotte                         |                                  |                                  |                                  |                                  |                                               |                                          |                                  |                                  |
| T2    | Autre : Fonctionne du lundi au samedi de 5 h à 1 h et le dimanche et jours fériés de 5 h 30 à 1 h (sauf 1er mai) |                                  |                                  |                                  |                                  |                                               |                                          |                                  |                                  |
| T2    | Dernière actualisation : —                                                                                       |                                  |                                  |                                  |                                  |                                               |                                          |                                  |                                  |

### La desserte
Le service sera assuré au moyen de 19 rames circulant de 5 h à 1 h avec des fréquences de passage de cinq minutes en heure de pointe sur le tronc commun. La mise en service de la ligne de tramway s'accompagnera naturellement d'une réorganisation complète des transports urbains et périurbains.

### Le matériel roulant
| Constructeur | Modèle      | Nombre | Numérotation | Années delivraison | Longueur      |
| ------------ | ----------- | ------ | ------------ | ------------------ | ------------- |
| CAF          | Urbos 3     | 19     | 801 - 819    | 2013 - 2014        | 23,021 mètres |
| Alstom       | Citadis 305 | 8      | 901 - 908    | 2025 - 2026        | 32,50 mètres  |

Maquette de présentation du tramway de Besançon
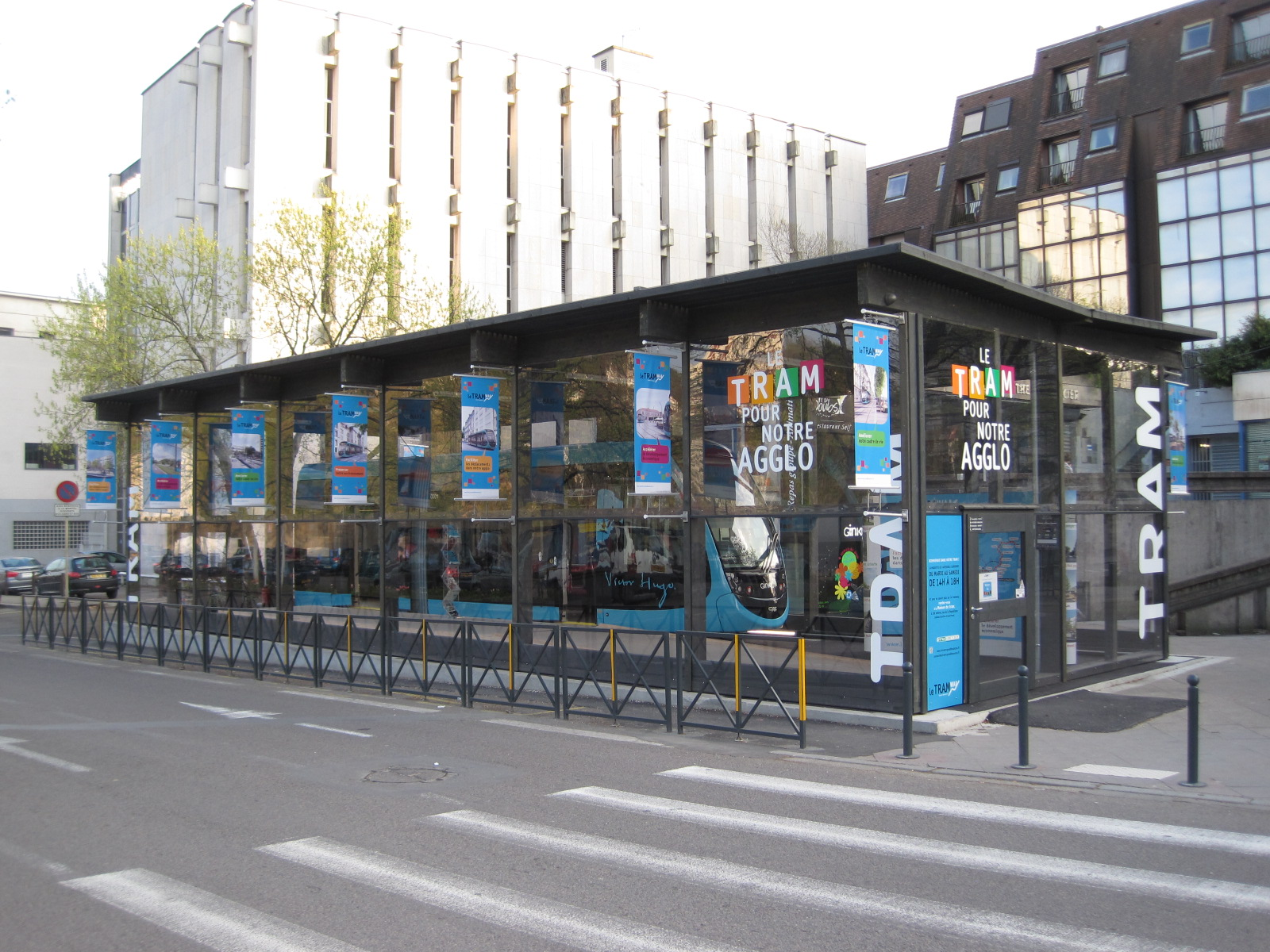
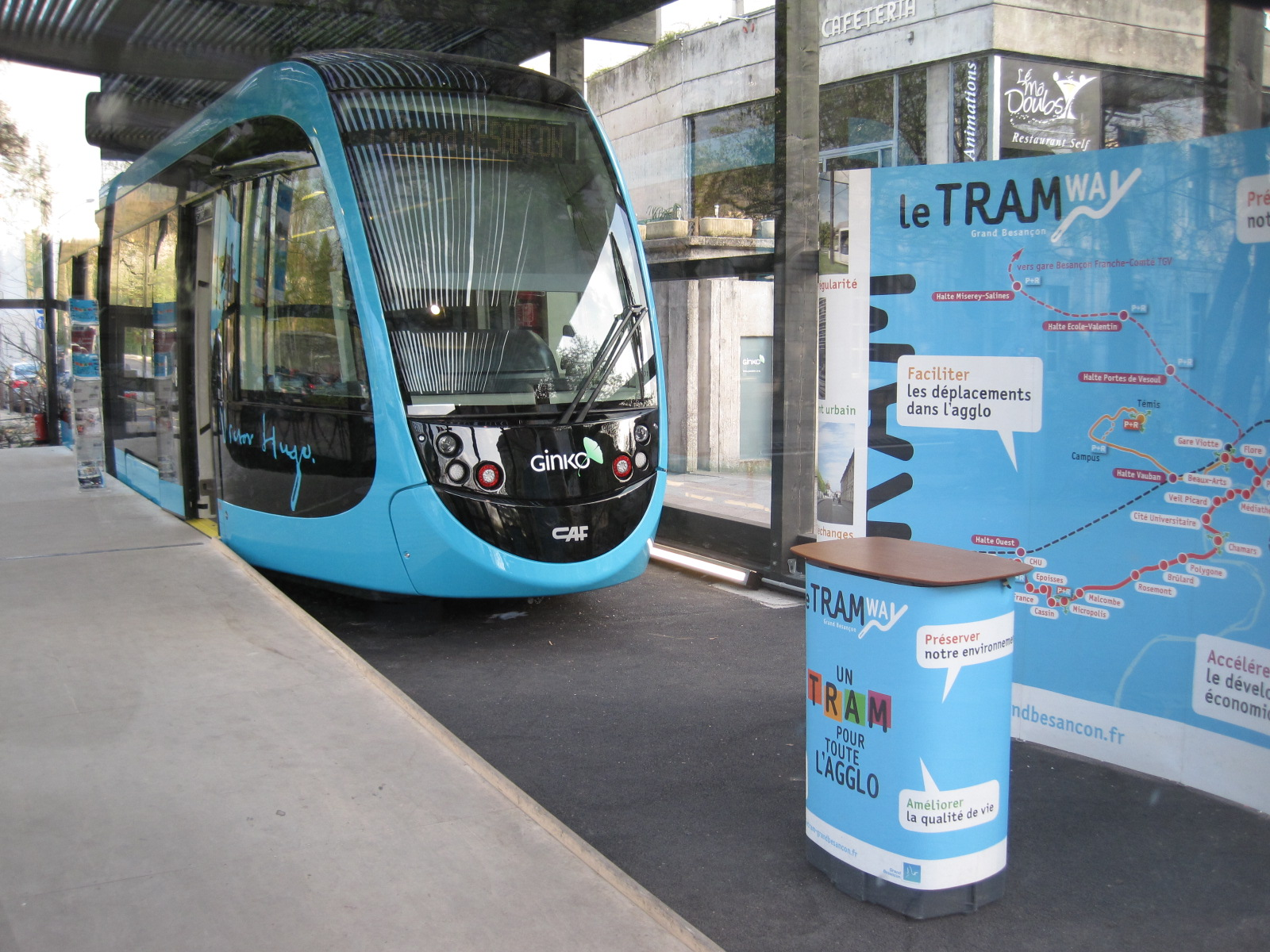
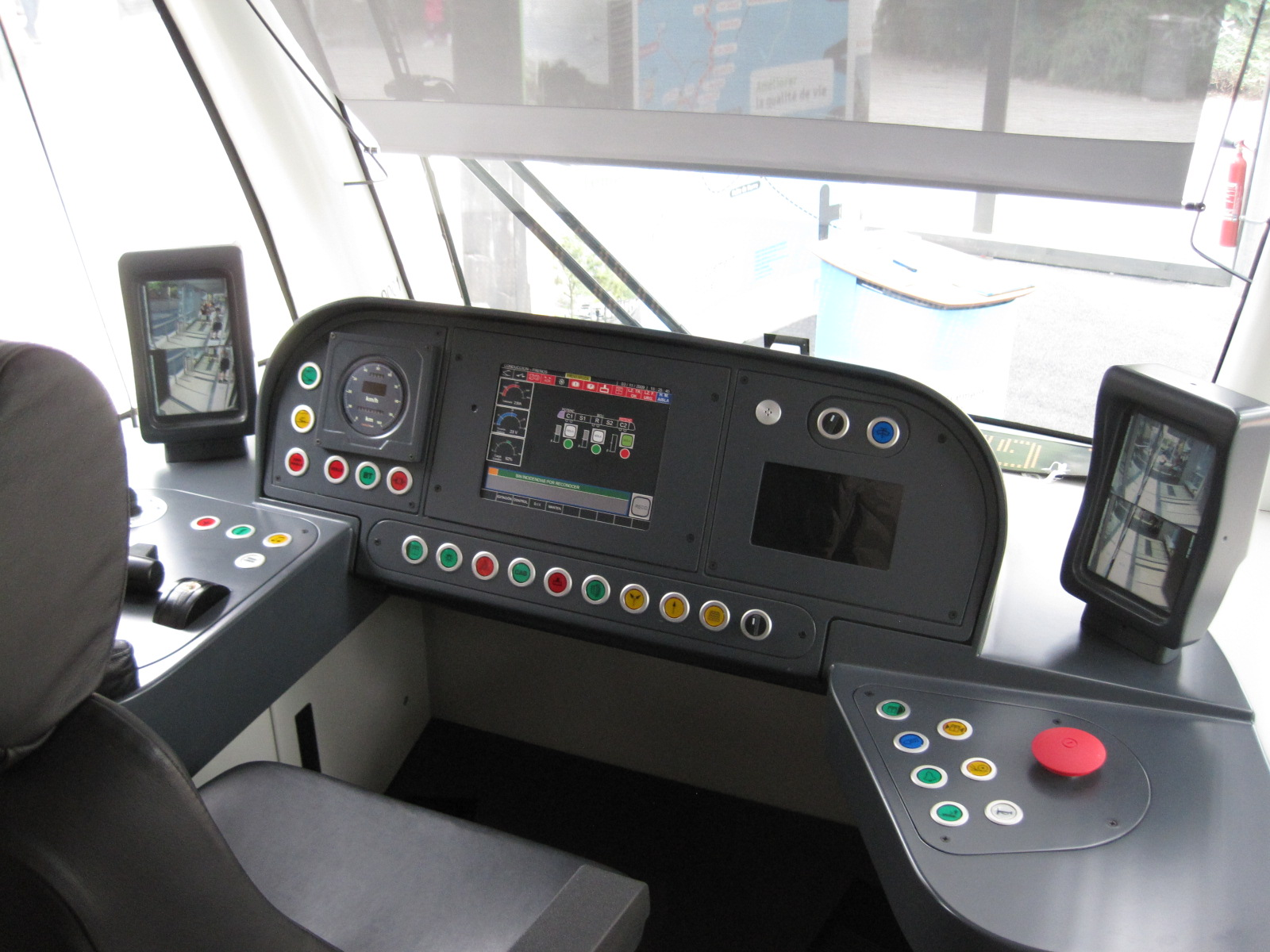
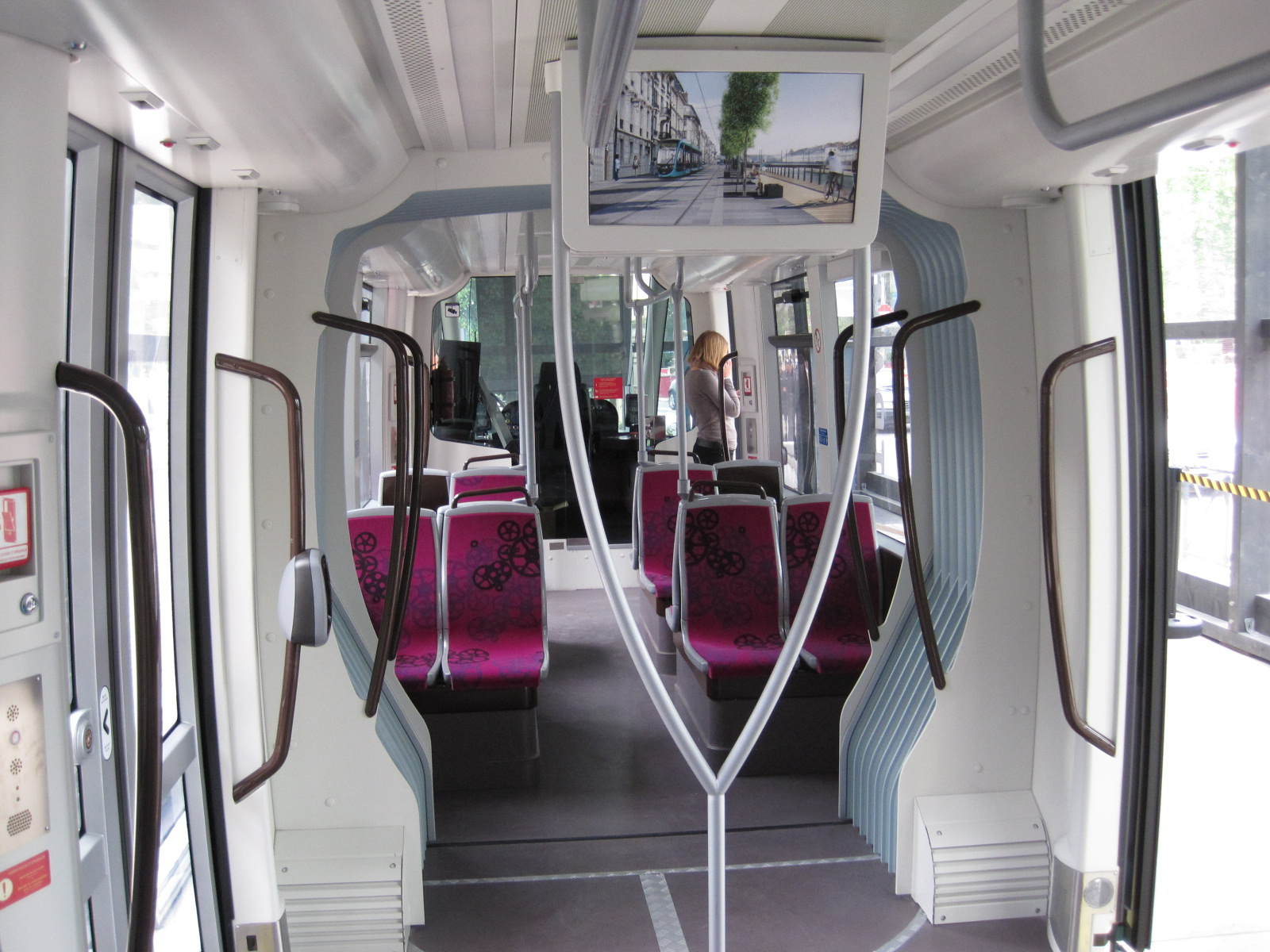

Le 17 avril 2009, Grand Besançon Métropole a lancé un appel d'offres européen pour la conception, la construction et la maintenance pour une durée de 15 ans de ses rames de tramway. Le marché pour l'acquisition de 19 rames représentait un montant de 34,8 millions d'euros, soit 1,81 million par rame. Sept constructeurs ont participé à cet appel d'offres, six ont été admis à négocier et cinq candidatures ont finalement été retenues pour être analysées par la Commission d'appel d'offres: Alstom Transport (France), Stadler (Suisse), CAF - Construcciones y auxiliar de ferrocarriles S.A. (Espagne), Lohr Industrie (France) et AnsaldoBreda SpA (Italie). Le 30 juin 2010, le conseil communautaire a retenu la proposition du constructeur espagnol CAF qui remporta alors son premier marché sur le territoire français, avant d'en remporter un autre quelques mois plus tard pour le tramway de Nantes.
Les dix-neuf rames Urbos 3 mises en service pour l'ouverture du nouveau réseau en 2014 sont longues de 23 mètres, larges de 2,40 mètres et peuvent transporter 132 voyageurs. Chaque rame comporte trois caisses reposant sur deux bogies moteurs, avec un moteur asynchrone par roue. La possibilité de rajouter des modules supplémentaires porterait la capacité à 230 voyageurs par rame. Au niveau de l'accessibilité, les rames présentent un plancher bas intégral, quatre portes par face (dont deux doubles) et deux emplacements pour fauteuils roulants par rame. La vitesse maximale est de 70 km/h.
Au niveau du design, les rames sont de couleur bleu turquoise, à la suite du résultat le 4 juin 2011 du vote sur le site Internet de Grand Besançon Métropole qui avaient le choix entre cette couleur (41,38 % des suffrages), le blanc nacré (30,28 %) et le rose fuchsia (28,37 %). De plus, chacune des rames se verra apposer sur le flanc le portrait et la signature de personnages ayant marqué l'histoire de la Franche-Comté.
Une partie du travail d'assemblage des rames sera réalisé dans l'usine CFDB à Bagnères-de-Bigorre (anciennes usines Soulé), qui dépendent désormais de CAF,.
La première rame a été livrée le 6 juin 2013, à la date prévue, de manière à permettre la réalisation des diverses phases d'essais avant la mise en service commercial le 1er septembre 2014.

### Le centre de maintenance
Situé à l’extrémité ouest du réseau, entre les Hauts-du-Chazal et Franois, la première pierre du centre de maintenance est posée le 28 septembre 2012. Il entre en fonction le 17 janvier 2014. Il est officiellement inauguré le 13 juin 2014. Son coût est de 12 millions d'euros. Sur une surface de 47 000 m2, il se compose de trois éléments : le bâtiment atelier (6 500 m2), l'aire de remisage (stationnement) en extérieur qui pourra accueillir 20 rames sur quatre voies et un bassin de rétention et de récupération des eaux de pluie.

### La fréquentation
Le réseau est prévu pour une affluence estimée à 50 000 voyageurs par jour. Le trafic escompté à la mise en service (initialement prévue en juin 2015), est de 43 000 voyageurs par jour, avec des pointes de 1 200 voyageurs par heure dans le sens le plus chargé. La vitesse commerciale escomptée est de 19,8 km/h.
Le tramway a été mis en service le 30 août 2014. En un an, il a transporté un peu plus de 10 millions de voyageurs. En pratique, entre 37 000 voyageurs et 40 000 voyageurs par jour sont comptés entre mars et août 2015, contre 35 000 voyageurs en décembre 2014, 32 000 en novembre, et 30 000 en septembre.
En 2018, la fréquentation annuelle est de 8 647 561 voyageurs. La vitesse commerciale est de 18,07 km/h jusqu’en juin et de 19,13 km/h à partir de septembre.
Après cinq ans de fonctionnement, selon les chiffres officiels, la fréquentation quotidienne en 2019 est de 36 000 voyageurs soit 28 % de moins que ce qui était prévu.
La ligne T1 en janvier et février 2020 (juste avant COVID19) transportait 20 260 voy/j
La ligne T2 à la même période transportait 15 000 voy/j

### Tarification et billetterie
La mise en service du tramway s'accompagne d'une nouvelle billettique « sans contact », mise en place le 2 mai 2014.

## Parcs relais
Quatre parcs relais (appelés « P+R » et gratuits pour les abonnés Ginko), ont été mis en place à proximité de certaines stations du tramway afin d’inciter les automobilistes à emprunter les transports en commun (principalement le tramway de par sa proximité et sa performance). L'accès est libre pour tous les usagers, qui doivent présenter un titre de transport validé dans la journée (voyageurs abonnés comme occasionnels) pour sortir.
Deux autres parcs relais ne sont quant à eux pas en connexion avec le tramway, il s'agit des P+R Temis et Porte de Vesoul.
| Nom du parc     | Latitude/Longitude              | Nombre de places | Lignes desservies                                                | Statut |
| --------------- | ------------------------------- | ---------------- | ---------------------------------------------------------------- | ------ |
| Micropolis      | 47° 13′ 17″ N, 5° 58′ 45″ E     | 142              | TRAM T1 T2 BUS 7 51 52 53 54 55 56 57 58 84 Ginko Diabolo D6 D10 | Ouvert |
| Hauts-du-Chazal | 47° 13′ 17″ N, 5° 57′ 01″ E     | 200              | TRAM T1 T2 BUS 7                                                 | Ouvert |
| Île-de-France   | 47° 13′ 23,5″ N, 5° 58′ 01″ E   | 63               | TRAM T1 T2 BUS L4 22                                             | Ouvert |
| Fort-Benoit     | 47° 15′ 42,5″ N, 6° 03′ 00,5″ E | 112              | TRAM T1 BUS 11 Ginko Diabolo D3 Ginko Hôpital                    | Ouvert |

## Projets

### Allongement et réparation d'anomalies sur les rames courtes
Dès la construction du tramway, les infrastructures ont été pensées pour accueillir des rames plus longues que celles actuellement en circulation sur le réseau. Les quais des stations ont été prévus pour une longueur de 36 mètres, alors que les rames Urbos 3 ne mesurent que 24 mètres. Grand Besançon Métropole avait convenu à la commande de ces rames que celles-ci pourraient être rallongées dans le futur par le constructeur CAF, afin de suivre les évolutions de la fréquentation. Tout le parc des rames de 3 caisses, ou seulement une partie, aurait été porté à 5 caisses au total, ce qui aurait augmenté leur capacité de 150 voyageurs à 220,.
En 2020, le constructeur CAF a néanmoins refusé le rallongement des rames, en plus de l'achat de 2 rames supplémentaires, ce qui aurait permis d'atteindre un parc de 13 rames à 24 mètres et de 8 rames à 36 mètres.
Par ailleurs, dans un audit du 18 décembre 2017, réalisé lors du changement d'exploitant de Transdev vers Keolis, il a été révélé que les rames du tramways faisaient l'objet de fissures. Le constructeur espagnol a reconnu avoir identifié le même problème sur les rames du tramway de Belgrade, et dans un protocole de 2020, s'engage à reprendre chacune des rames du parc.
Les réparations étant lourdes, les rames ont été immobilisées une par une pour affecter le moins possible le réseau, chacune pour une durée de 4 semaines. Dans le détail, les façades de la caisse suspendues ont été remplacées, les cabines de conduite renforcées, et les fissures en toiture dans l'intercirculation reprises. Les techniciens sont intervenus directement au centre de maintenance, pour une durée totale de 19 mois.

### Achat de nouvelles rames longues
Compte tenu de l'augmentation de la fréquentation des transports en commun, et de la situation actuelle où les 19 rames sont toutes engagées sur le réseau en heure de pointe, Grand Besançon Métropole privilégie la piste de l'achat de rames supplémentaires, plus longues que les actuelles, et capables d'accueillir 230 passagers chacune. A terme, la fréquence de passage des rames devrait également être réduite de 12 à 5 minutes sur chacune des deux lignes du réseau.
Lors des rencontres nationales des transports publics 2021 à Toulouse, les agglomérations de Brest, Besançon et Toulouse confirment l'achat groupé de 22 rames en tranche ferme (et de 7 rames en tranche optionnelle),. Cinq rames seront destinées au réseau de Besançon (3 rames en tranche optionnelle), dont les livraisons seront échelonnées entre mars et juin 2025. Alstom remporte l'appel d'offre commun en avril 2023. Les rames, de type Citadis X05, seront entièrement produites en France, avec des moteurs issus de l'usine d'Ornans.
Les 3 rames en tranche optionnelle seront livrées entre juin et juillet 2026, permettant au réseau d'avoir les 8 rames longues
Le choix d'un achat groupé est justifié, selon les trois agglomérations, par la volonté de réduire les coûts de production. Elles estiment qu'une économie de 10 à 20% pourrait être réalisée sur le prix d'achat global des rames, pour un coût unitaire estimé à 2,5 millions d'euros en 2021. Le budget total alloué à cette commande sera finalement de 18 millions d'euros, soit 3,6 millions d'euros par rame, en raison de l'augmentation du coût des matières premières. A titre de comparaison, le prix unitaire d'un rame de type Urbos 3 était d'environ 2 millions d'euros en 2014.

### Changement dans l'organisation du réseau de tramway avec la création d'un 4eme terminus à Brûlard
Une délibération, votée fin juin 2023, prévoit la construction d'un nouveau terminus intermédiaire à Brûlard pour permettre l'exploitation de la ligne T1 et T2 de manière indépendante. Cela permettre de renforcer la desserte du centre ville par ces 2 lignes et d'offrir une fréquence plus élevée entre la Gare Viotte et Hauts de Chazal
Le projet prévoit :
- Ligne T1 : Gare Viotte - Hauts de Chazal, fréquence de 5 min
- Ligne T2 : Chalezeule - Brûlard, fréquence de 8 min
Sur le tronc commun entre Parc Micaud et Brûlard, l'offre sera d'un tramway toutes les 3 min environ avec les 2 lignes
Le terminus de Brûlard sera équipée d'une voie de garage pouvant accueillir une rame de 34m
Le futur terminus entrera en service en décembre 2026 après une période de 8 mois de travaux

### Extension du réseau
Une extension a été étudiée, incluse dans le projet urbain « grand site de Grette-Brulard-Polygone », le projet urbain sera réalisé entre 2025-2030 et il prévoit un court prolongement d'environ 1,50 km, ce projet doit être validé par les élus de Grand Besançon Métropole,.
Un prolongement pourrait voir le jour pour la prochaine décennie, le prolongement de la ligne T1 de Grette au campus de la Bouloie, soit un prolongement du T1 ou bien une nouvelle ligne de tramway, c'est ce qu'indique le document du Plan des Mobilité 2025-2035, cette hypothèse fera partie des solutions à étudier avec l'évolution urbaine de la ville 
Le terminus actuel des Hauts-du-Chazal n'étant situé qu'à quelques centaines de mètres de la zone commerciale de Châteaufarine, une prolongation du réseau d'environ 1 km fut un temps envisagée avant les municipales de 2020 afin de desservir cette zone commerciale, la plus importante de Franche-Comté. Cette prolongation n'est néanmoins pas d'actualité, car elle risquerait de favoriser les enseignes de la zone commerciale, au détriment des boutiques du centre-ville.
D'autre part, une prolongation de la ligne 2 est envisagée à moyen terme vers le principal campus de la ville : la Bouloie. Cette prolongation reprendrait en très grande partie le tracé de la ligne de BHNS L3 ouverte en septembre 2017. Elle desservirait notamment le stade Léo-Lagrange et le palais des sports Ghani-Yalouz. Celle ligne pourrait même être prolongée jusqu'à la technopole Temis.